# ستوچک ووکووسکی
ستوچک ووکووسکی (به لهستانی:  Stoczek Łukowski) یک منطقهٔ مسکونی در لهستان است که در شهرستان ووکوف واقع شده‌است. ستوچک ووکووسکی ۹٫۱۵ کیلومتر مربع مساحت و ۲٬۷۱۹ نفر جمعیت دارد.